# 雨上がりの僕らについて
『雨上がりの僕らについて』（あめあがりのぼくらについて）は、らくたしょうこによる日本の漫画作品。一迅社とpixivの共同運営によるウェブコミック配信サイト『comic POOL』にて、2019年8月9日から2020年8月7日まで連載された。続編『雨上がりの僕らについて -そのさき-』が同サイトにて2021年4月2日から2022年1月14日まで、『雨上がりの僕らについて -ever after-』が2023年9月1日から2024年2月2日まで連載された。
2025年7月より、テレビ東京系にてテレビドラマが放送中。

## 書誌情報
- らくたしょうこ 『雨上がりの僕らについて』 一迅社、全2巻
  1. 2020年2月21日発売[8]、ISBN 978-4-7580-1683-4
  2. 2020年10月2日発売[9]、ISBN 978-4-7580-1705-3
- らくたしょうこ 『雨上がりの僕らについて -そのさき-』 一迅社、2022年1月28日発売[10]、ISBN 978-4-7580-1755-8
- らくたしょうこ 『雨上がりの僕らについて -ever after-』 一迅社、2024年4月1日発売[11]、ISBN 978-4-7580-1876-0

## テレビドラマ
2025年7月3日（2日深夜）からテレビ東京系「ドラマNEXT」枠で放送中。主演は池田匡志と堀夏喜（FANTASTICS）。

### キャスト

#### 主要人物
奏振一郎（かなで しんいちろう）
演 - 池田匡志
東京で暮らす社会人。
真城洸輔（ましろ こうすけ）
演 - 堀夏喜（FANTASTICS）
奏の高校時代の親友。

#### 周辺人物
藍沢すみれ
演 - 渡邉美穂
奏に想いを寄せる同僚。
金森彩
演 - 山田真歩
奏の先輩で良き相談相手。
マスター
演 - 高杉亘
奏と真城が再会するきっかけとなる喫茶店のマスター。
真城美都子
演 - 霧島れいか
真城の母。

### スタッフ
- 原作 - らくたしょうこ『雨上がりの僕らについて』（一迅社）[7]
- 演出 - 山田信義、浅見真史[7]
- 脚本 - おかざきさとこ[7]
- 音楽 - 羽深由理[7]
- オープニングテーマ - カラノア「aquarium」（SKID ZERO）[12]
- エンディングテーマ - SG「ペトリコール」（LDH Records・SUPERGENIUS Entertainment）[13]
- プロデューサー - 本間かなみ（テレビ東京）、鈴木香織（AX-ON）、岩﨑マリエ（AX-ON）[7]
- 制作著作 - 「雨上がりの僕らについて」製作委員会
- 制作 - テレビ東京、AX-ON[7]

### 放送日程
| 各話  | 放送日  | サブタイトル                              | 監督     |
| ----- | ------- | ----------------------------------------- | -------- |
| 第1話 | 7月03日 | 運命の再会! かつて諦めた恋が動き出す      | 山田信義 |
| 第2話 | 7月10日 | 初デートで急接近!? 生きてるって思える瞬間 | 山田信義 |
| 第3話 | 7月17日 | 僕が君を好きな理由                        | 山田信義 |
| 第4話 | 7月24日 | 想い合える奇跡                            | 山田信義 |
| 第5話 | 7月31日 | 初キス! 二人の形を見つける為に―           | 山田信義 |
| 第6話 | 8月07日 | 秘密にしたいヤキモチ                      | 山田信義 |
| 第7話 | 8月14日 | 恋人の知らなかった一面                    | 浅見真史 |
| 第8話 | 8月21日 | 一人ぼっちじゃない                        | 浅見真史 |

### 放送局
| 放送期間       | 放送時間                     | 放送局         | 対象地域       | 備考   |
| -------------- | ---------------------------- | -------------- | -------------- | ------ |
| 2025年7月3日 - | 木曜 0:30 - 1:00（水曜深夜） | テレビ東京     | 関東広域圏     | 製作局 |
|                |                              | テレビ大阪     | 大阪府         |        |
|                |                              | テレビ愛知     | 愛知県         |        |
|                |                              | テレビせとうち | 岡山県・香川県 |        |
|                |                              | テレビ北海道   | 北海道         |        |
|                |                              | TVQ九州放送    | 福岡県         |        |

### ネット配信
| 配信開始月 | 配信サイト     | 配信料金     | 備考                              |
| ---------- | -------------- | ------------ | --------------------------------- |
| 2025年6月  | U-NEXT         | 定額制有料   | 同月25日の21:00より、一週先行配信 |
| 2025年7月  | ネットもテレ東 | 広告付き無料 | 見逃し配信                        |
| 2025年7月  | TVer           | 広告付き無料 | 見逃し配信                        |
| 2025年7月  | Lemino         | 広告付き無料 | 見逃し配信                        |

| テレビ東京系 ドラマNEXT                             | テレビ東京系 ドラマNEXT                    | テレビ東京系 ドラマNEXT                                            |
| 前番組                                              | 番組名                                     | 次番組                                                             |
| --------------------------------------------------- | ------------------------------------------ | ------------------------------------------------------------------ |
| やぶさかではございません （2025年4月3日 - 6月19日） | 雨上がりの僕らについて （2025年7月3日 - ） | 推しが上司になりまして フルスロットル （2025年10月9日 - 〈予定〉） |